# Ɇ

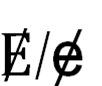
E met streep

E met streep (hoofdletter Ɇ, kleine letter ɇ) is een letter gebruikt voor enkele Uto-Azteekse talen in Mexico en het Arhuaco in Colombia, gevormd uit de letter E van het Latijns alfabet met daaraan toegevoegd een schuine streep. In de zestiende eeuw werd de e met streep voorgesteld door Jacques Peletier du Mans ter vervanging voor de letter e caduc oftewel een stille e in het Frans. Een stille e is een e die je wel schrijft maar niet uitspreekt. De unicode van de hoofdletter Ɇ is decimaal 582 en hex U+0246. De unicode voor de kleine letter ɇ is 583 en U+0247.